# Bemisia spiraeoides
Bemisia spiraeoides es un hemíptero de la familia Aleyrodidae, con una subfamilia: Aleyrodinae.
Fue descrita científicamente por primera vez por Mound & Halsey en 1978.